# Óbudai királyi vár
Az óbudai királyi vár az egyik legfontosabb királyi székhely volt a középkorban Magyarországon.

## Előzmény

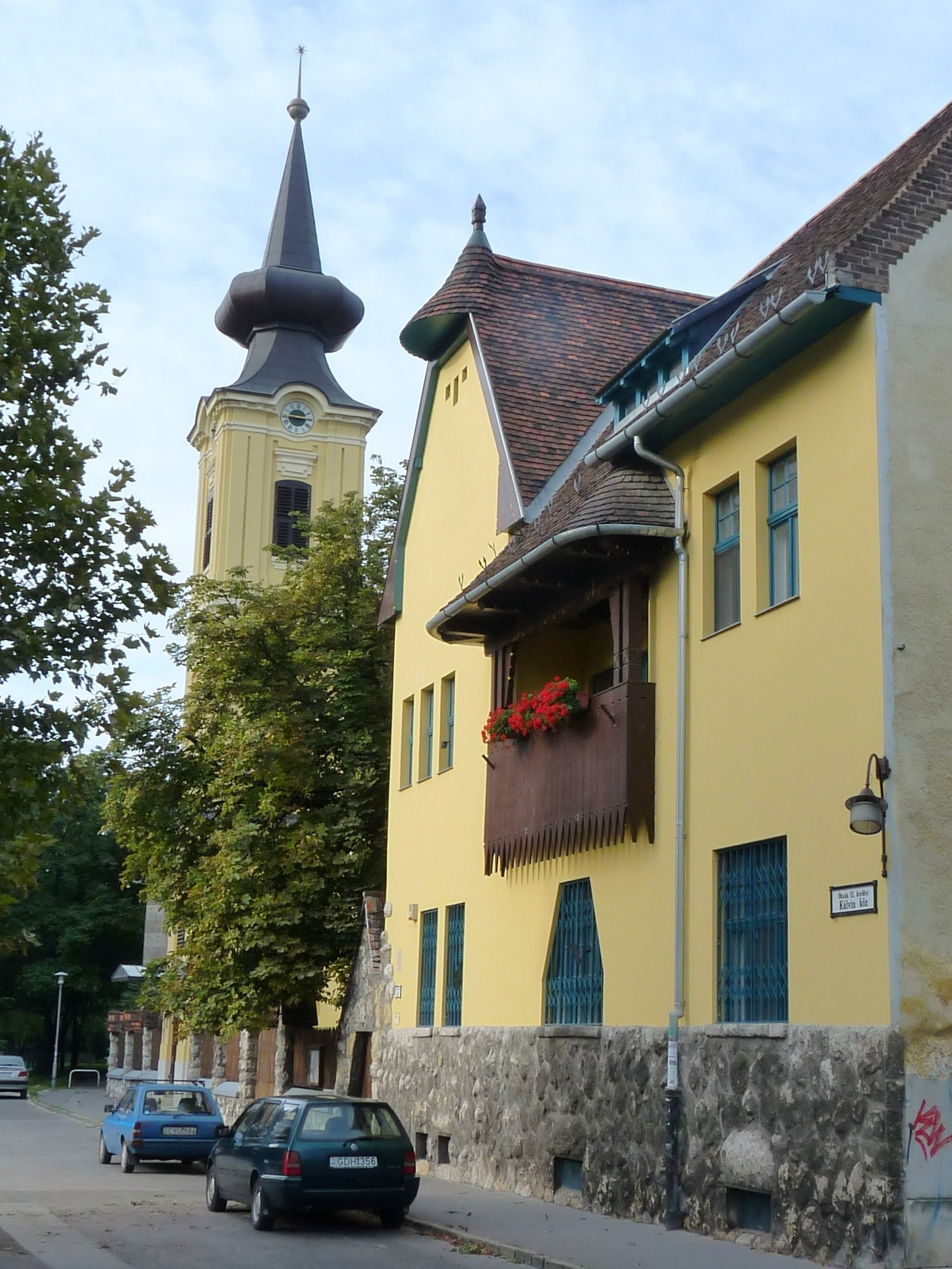
A vár maradványai az óbudai református templom és parókia alatt kerültek elő

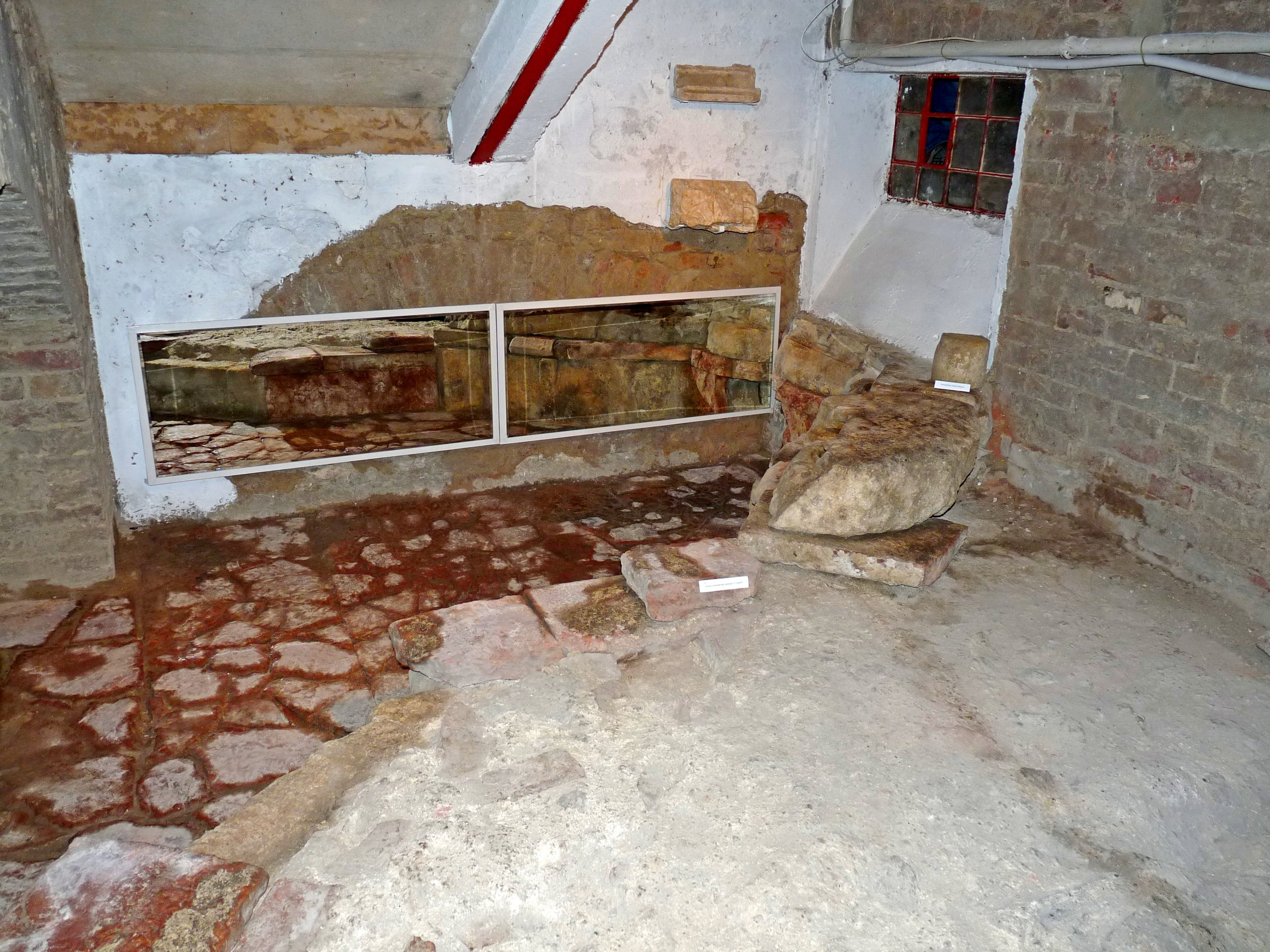
Az egykori várkápolna északi falának egy szakasza, a tardosi vörösmárvány padlózat egy darabja és néhány faragott kő építőelem az óbudai református gyülekezeti terem alatti pincében

Előtte a mai Óbudán (akkor ezt hívták Budának) óbudai királyi curia állt, aminek a maradványait a Fő téren tárták fel. Ez a curia különböző méretű kváderekből és másodlagosan felhasznált római kövekből készült. Alaprajza négyszögletes volt, méretében a hasonló korabeli királyi udvarházakhoz hasonlított. Ez az épület azonban nem volt elég tágas, csak korlátozott számú személyek rövid időre való ott-tartózkodását tette lehetővé. Ahogy Óbuda fejlődött, a curia már nem volt alkalmas eredeti céljára, ezért nagyobb, reprezentatívabb épület építését határozták el.

## Építése
Erre alkalmas terület nem volt a király birtokában, de egy 1356-os oklevél szerint a prépost átengedte a királynak a szükséges területet, amiért évi 1 márka aranyat kapott a káptalan.
A vár a 13. század elején épült fel, egységes koncepció alapján. Maradványai a mai református templom alatt (Kálvin utca) kerültek elő, ezeket részlegesen fel is tárták. A középkori város délnyugati területén az itteni földrajzi adottságokhoz igazodó szabályos alaprajzú, síkvidéki erődítést hoztak létre. A várfallal körülvett terület kb. 60 méteres négyzet, és ezt 14-16 méter széles árok vette körül. Ezen kívül újabb, mintegy 100 méter oldalhosszúságú fal épült. Északi oldalán a bejárathoz híd és kapuépítmény tartozott. A kapu a város főutcája felé nézett, és út vezetett innen a belső várba. A belső udvart épületek vették körül, amik közül megmaradt a toronynál a lépcsőzetesen tagolt, vörös és fehér márványból készült kapu alsó része. Ezen a kapun keresztül lehetett bejutni a keleti szárnyban lévő kápolnába. A kápolnának korábban félkörös szentélye volt, később a tízszög 5 oldalával záródó formát alakítottak ki. Az épületen belül padlófűtés nyomai is előkerültek, amik a római rendszerek nyomán készültek. A középső udvarból két kapu nyílt a nyugati és a keleti szárnyba, a déli oldal jó része a mai templom alatt van, ez lehetett a gazdasági épületrész.
A vár a 13. században egyedülálló épület, nincs a országban hozzá hasonló. Előképei között lovagrendi erődítések szerepelhettek, ő maga pedig mintául szolgálhatott a szabályos alaprajzú királyi váraknak.

## Királyi székhely
A 13. század végén IV. László és III. András állandó székhelye, az év fontos időszakait töltötték itt. A 14. század elején Vencel is székhelyének tartotta, de Károly Róbert inkább Visegrádot és a budai várat helyezte előtérbe.

## Királynéi rezidencia
1343-ban Nagy Lajos anyjának, Erzsébetnek ajándékozta, ettől kezdve volt királynéi birtok. Erzsébet élete végéig itt lakott és jelentős építőtevékenységet végzett. A váron belüli építkezések alig ismertek, csak az északi és keleti szárnyban kerültek elő nyomai. A 13-14. század fordulóján végzett kisebb javítások után az Erzsébet általi átépítések voltak a legjelentősebbek, de a vár alaprendszerét azok sem változtatták meg. Átépítették a épülettömbből kiugró kápolna-szentélyt, és pillérsoros folyosót építettek a keleti szárny mellett
Óbuda városának 14. század végétől kezdve fennmaradt pecsétjein valószínűleg ezt a várat ábrázolták.
Piast Erzsébet halála után a vár Mária királynő birtokába került, majd a halála után visszaháramlott a királyi birtokok közé. A következő birtokosa Cillei Borbála volt, aki német nyelvű oklevelek tanúsága szerint téglaégetőt is hozatott az óbudai palotája kibővítéséhez. (A német nyelvű oklevelek Etzilburg néven említik az óbudai várat).
Mátyás uralkodása alatt az óbudai vár Szilágyi Erzsébet gyakori tartózkodási helyévé vált, halála után Aragóniai Beatrix kapta meg a várat. Mikor II. Ulászló összeházasodott Candale-i Annával, ismét a magyar királyné kezébe került. 1506-ban bekövetkezett halála után azonban, a királynéi birtokokkal egyetemben, a két királyi gyermek, Anna és Lajos kapta meg a várat, helyettük kormányzóként Szalkai László, a későbbi esztergomi érsek igazgatta a várhoz tartozó birtokokat. 1521-ben a vár ismét egy királyné, Habsburg Mária birtokába került, és a mohácsi csatát követő zűrzavarig tulajdonolta Óbudát.
A késő középkorban a vár, Óbudához hasonlóan, vesztett a jelentőségéből, fokozatosan háttérbe szorult. A török korban romba dőlt, és az újkorra szinte nyomtalanul eltűnt.